# روانتی سانکاران
رِوانتی سانکاران (انگلیسی: Revathi Sankaran) هنرپیشه، شخصیت تلویزیونی و روایتگر هاریکاتای اهل هند است. وی از سال ۱۹۵۷ میلادی تاکنون مشغول فعالیت بوده‌است.
از فیلم‌ها یا مجموعه‌های تلویزیونی که وی در آن‌ها نقش داشته‌است، می‌توان به روبات اشاره نمود.